# Ted Heijckmann
Ted Heijckmann (Arnhem, 24 november 1991) is een voormalig Nederlandse profvoetballer die bij voorkeur in de spits of als vleugelaanvaller speelde.

## Biografie
Heijckmann begon te voetballen bij Voetbalvereniging Jonge Kracht in Huissen. Als E-junior werd hij gescout door Vitesse. Daar doorliep hij alle jeugdelftallen. In het seizoen 2010-2011 mocht hij op amateurbasis aansluiten bij Jong Vitesse.
Op 8 augustus 2010 mocht hij in de seizoensopener tegen ADO Den Haag in de 90e minuut invallen voor Lasse Nilsson, die als 'man of the match' een publiekswissel werd gegund. Een krappe week later viel hij wederom in, ditmaal in de 82e minuut van de wedstrijd tegen AFC Ajax voor Alexander Büttner.
Verder dan twee wedstrijden in de Eredivisie kwam Heijckmann echter niet. Na de overname van de club door Merab Zjordania en het ontslag van trainer Theo Bos werd Heijckmann te licht bevonden en in de zomer van 2011 maakte hij de overstap naar de Groesbeekse topklasser Achilles '29. Daar scoorde hij op dinsdag 26 juli 2011 zijn eerste doelpunt in de oefenwedstrijd tegen 1.FC Kleve en werd Heijckmann in 2012 kampioen van de Topklasse en algemeen amateurkampioen.
Op 24 mei 2012 werd bekend dat Heijckmann zou vertrekken bij Achilles '29 en een stapje terug te doen naar de eersteklasser VV De Bataven. In 2014 ging hij naar het naar de Zaterdag Hoofdklasse A gepromoveerde SV DFS. In 2016 ging hij naar VV DUNO waar hij aanvoerder zou worden. Medio 2020 ging Heijckmann naar UDI '19.

## Loopbaan
| Seizoen | Club    | Land      | Competitie | Wedstrijden | Doelpunten |
| ------- | ------- | --------- | ---------- | ----------- | ---------- |
| 2010/11 | Vitesse | Nederland | Eredivisie | 2           | 0          |
| Totaal  |         |           |            | 2           | 0          |